# 同春縣 (越南)
同春县（越南语：／）是越南富安省下辖的一个县。

## 地理
同春县东接虬江市社；西接嘉莱省亚巴县、公则若县和克容巴县；南接山和县和绥安县；北接平定省耘耕县。

## 历史
1989年6月30日，富庆省恢复分设为富安省和庆和省；同春县划归富安省管辖。

## 行政区划
同春县下辖1市镇10社，县莅罗𠄩市镇。
- 罗𠄩市镇（Thị trấn La Hai）
- 多禄社（Xã Đa Lộc）
- 富马社（Xã Phú Mỡ）
- 春陵社（Xã Xuân Lãnh）
- 春隆社（Xã Xuân Long）
- 春福社（Xã Xuân Phước）
- 春光一社（Xã Xuân Quang 1）
- 春光二社（Xã Xuân Quang 2）
- 春光三社（Xã Xuân Quang 3）
- 春山南社（Xã Xuân Sơn Nam）
- 春山北社（Xã Xuân Sơn Bắc）